# چک ۱۲۸ ان‌بی
چک ۱۲۸ ان‌بی (به انگلیسی: Chak 128 NB) یک روستا در پاکستان است که در پنجاب واقع شده‌است.